# Black Lives Matter
Black Lives Matter (también conocido por las siglas BLM; en español: «Las vidas negras importan», «Las vidas de los negros cuentan» o «Las vidas de los negros son importantes») es un movimiento internacional y descentralizado originado dentro de la comunidad afroestadounidense. Comenzó en 2013 con el uso del hashtag #BlackLivesMatter en las redes sociales, después de la absolución de George Zimmerman por la muerte del adolescente afroestadounidense Trayvon Martin a causa de un disparo de bala.
El movimiento comenzó a ganar reconocimiento a nivel nacional por sus manifestaciones después de la muerte de dos afroestadounidenses en 2014: Michael Brown y Eric Garner, dando lugar a protestas y disturbios en Ferguson y en la ciudad de Nueva York. Desde las protestas en Ferguson, los participantes del movimiento se han manifestado en contra de las muertes de numerosos afroamericanos asesinados por acción policial, incluyendo las de Tamir Rice, Eric Harris, Walter Scott, Jonathan Ferrell, Sandra Bland, Samuel DuBose, Freddie Gray, Ahmaud Arbery, Breonna Taylor, y George Floyd.
Las críticas a Black Lives Matter (BLM) se intensificaron en 2022, cuando BLM confirmó haber comprado con una mansión de $6 millones en Los Ángeles, y una fundadora del movimiento dijo haberla usado con fines personales.

## Fundación

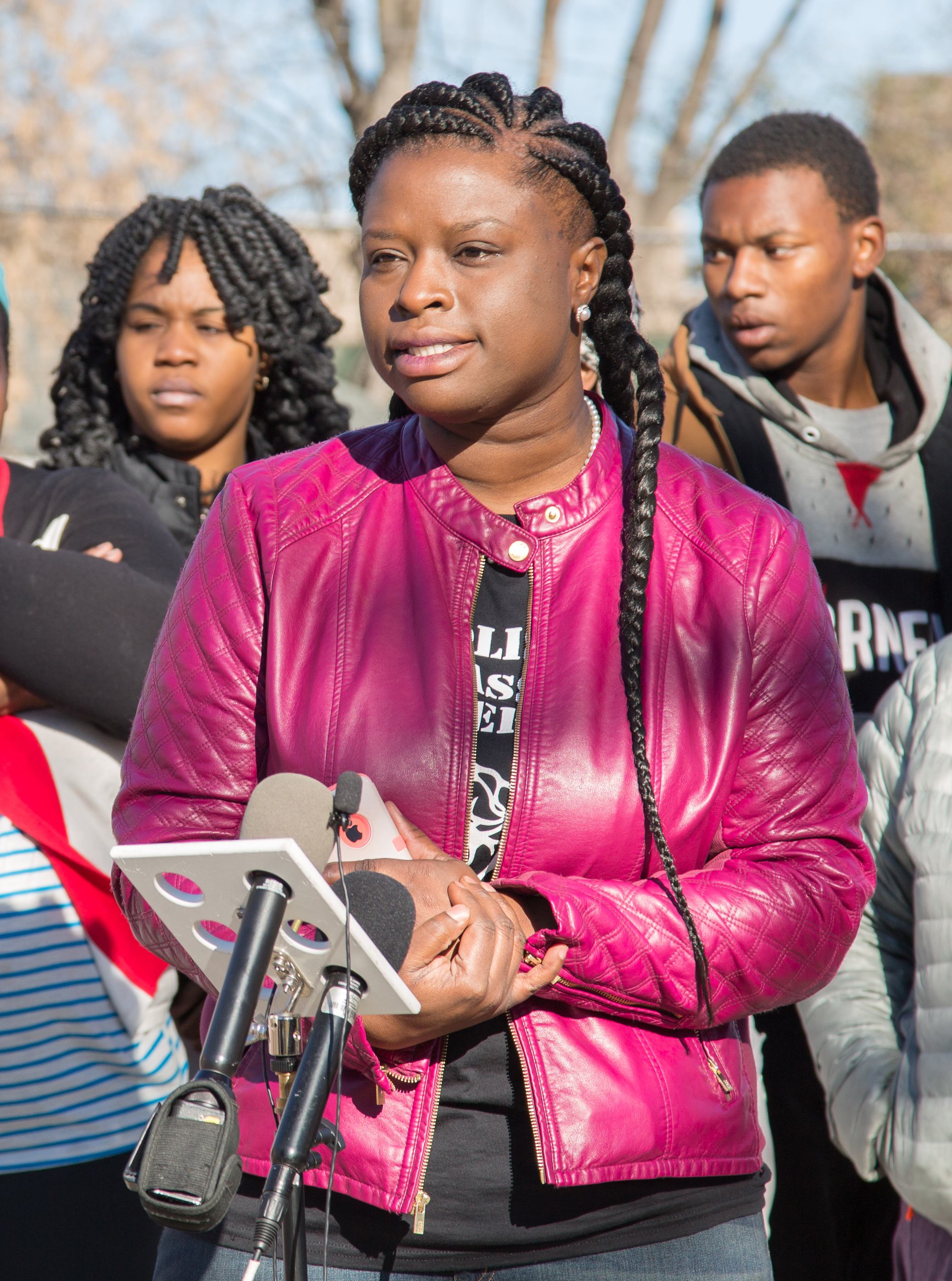
Nekima Levy-Pounds hablando durante una manifestación de Black Lives Matter en Mineápolis.

En 2013, después de que George Zimmerman fuera absuelto por disparar a Trayvon Martin hasta matarlo, el movimiento comenzó con el hashtag #BlackLivesMatter. El movimiento fue fundado por tres líderes de la comunidad afroamericana: Alicia Garza, Patrisse Cullors y Opal Tometi. Según la organización afroestadounidense blackpast, Black Lives Matter se habría inspirado en el Movimiento por los derechos civiles en Estados Unidos, en el movimiento Black Power, en el del feminismo negro de 1980, en el movimiento contra el apartheid, el activismo LGBT y la protesta de Occupy Wall Street.
Garza, Cullors y Tometi se conocieron a través de la «Organización Afroamericana para el Liderazgo y la Dignidad» (en inglés: Black Organizing for Leadership & Dignity), una organización nacional que entrena a los organizadores de la comunidad. Comenzaron a discutir cómo iban a responder a la poca importancia de las vidas negras tras la absolución de Zimmerman.
Garza escribió una entrada en Facebook titulada «Una nota de amor a la gente afroamericana», que decía: «Nuestras vidas importan, las vidas de los afroamericanos importan», a lo que Cullors respondió: «#BlackLivesMatter». Posteriormente, Tometi dio su apoyo y Black Lives Matter nació como una campaña en línea.
En agosto de 2014, los miembros de BLM organizaron su primera protesta a nivel nacional, en forma de una «Caravana por la Libertad, Black Lives Matter» en Ferguson (Misuri) después de la muerte de Michael Brown. Más de quinientos miembros asistieron para participar en las manifestaciones pacíficas. Entre la gran cantidad de grupos que llegaron a Ferguson, Black Lives Matter surgió en Ferguson como uno de los grupos mejor organizados y más visibles, llegando a ser reconocido a nivel nacional como un símbolo del movimiento emergente. Desde agosto de 2014, Black Lives Matter ha organizado más de mil manifestaciones. En noviembre, durante el viernes negro, Black Lives Matter organizó manifestaciones en tiendas y centros comerciales de Estados Unidos.
En 2015, después de la muerte de Freddie Gray en Baltimore (Maryland), diversos activistas afroamericanos alrededor del mundo realizaron esfuerzos para reformar Black Lives Matter y la Primavera Árabe. Este movimiento internacional es conocido como la «Primavera Negra». Las conexiones también se han forjado paralelamente con los esfuerzos internacionales, como el movimiento de los derechos de los Dalit. Al expandirse más allá de las protestas en las calles, BLM está ganando fama a través del activismo, como con las protestas del año 2015 en la Universidad de Misuri, y en otros campus universitarios estadounidenses.
Actualmente, hay al menos veintitrés divisiones de Black Lives en Estados Unidos, Canadá, y Ghana. Otros líderes del movimiento son: DeRay Mckesson, Shaun King, Marissa Johnson, Nekima Levy-Pounds y Johnetta Elzie.

### Acciones

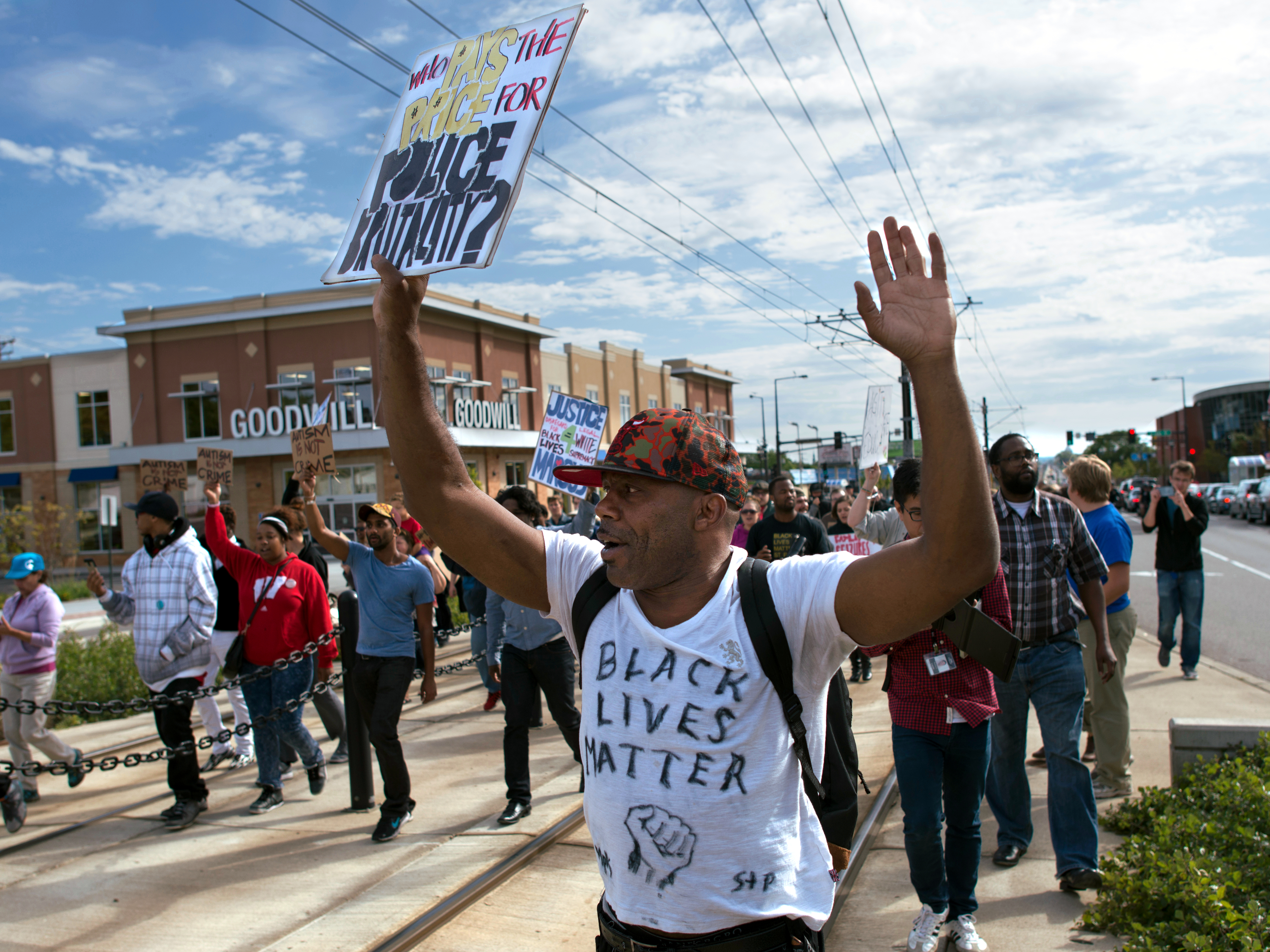
Protesta de Black Lives Matter en contra de la brutalidad policial de St. Paul.

Black Lives Matter originalmente usaba las redes sociales—incluyendo el uso de hashtags—para tener un mayor impacto y llegar a miles de personas de manera rápida. Desde entonces, Black Lives Matter ha adoptado cierta diversidad de prácticas. BLM se involucra generalmente en tácticas de acción directa que hacen que la gente se sienta lo suficientemente incómoda para abordar el problema. Por ejemplo, BLM es también conocido por su empoderamiento a través de sus protestas. BLM realiza rallies y marchas, incluyendo una por la muerte de Corey Jones Palm Beach (Florida). BLM también ha realizado performances llamados «muere en», uno de estos fue realizado en el 2015 durante el Maratón de las Ciudades Gemelas.
Algunos de los eslóganes usados durante las manifestaciones, incluido el epónimo «Black Lives Matter», fueron: «Manos arriba, no disparen» (referencia atribuida al caso de Michael Brown), «No puedo respirar» (refiriéndose a Eric Garner), «El silencio blanco es violencia», «Sin justicia, sin paz», y «¿Es mi hijo el siguiente?», entre otros.
La mayoría de los manifestantes de forma activa se distinguen a sí mismos de la vieja generación de liderazgo negro, tal como Al Sharpton, por su aversión a las tradiciones de la clase media, como la participación en la iglesia, la lealtad al Partido Demócrata, y la política de honorabilidad.

### Filosofía

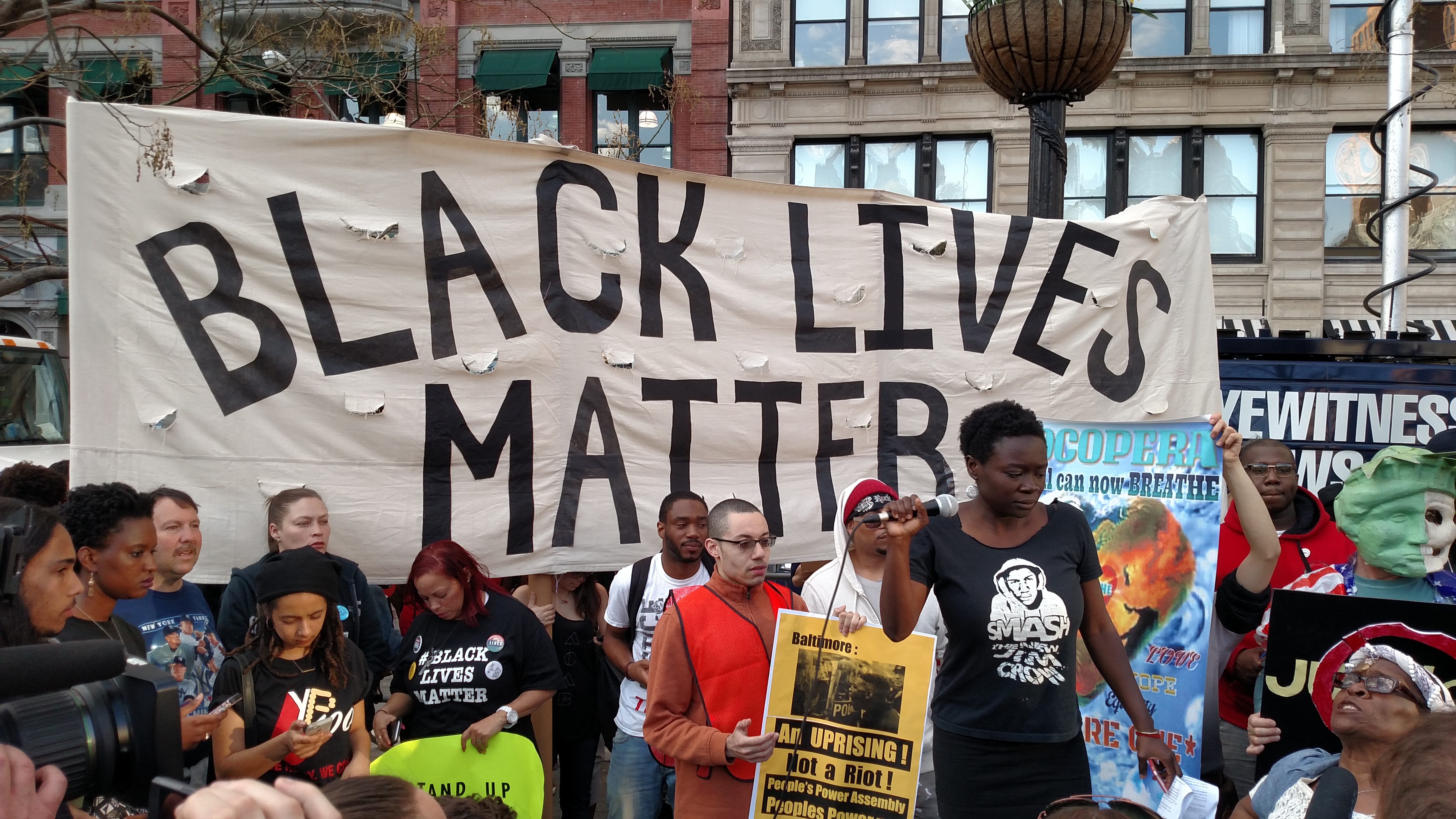
Protestas de Black Lives Matter en Union Square, Manhattan

Black Lives Matter incorpora a los grupos que tradicionalmente se encontraban al margen de los movimientos de liberación negra. Por ejemplo, la página web de la organización, afirma que Black Lives Matter es «una contribución única que va más allá de las matanzas extrajudiciales de personas de raza negra por la policía y los vigilantes» y, adopta la interseccionalidad, ya que «Black Lives Matter afirma que vive en los negros homosexuales, personas transexuales, personas con discapacidad, personas negras indocumentadas, negros con antecedentes, las mujeres y todas las vidas negras a lo largo del espectro de género».
La fundadora Alicia Garza resumió la filosofía detrás de «Black Lives Matter» de la siguiente manera: «Cuando decimos Black Lives Matter, estamos hablando de las formas en las que los negros se ven privados de sus derechos humanos básicos y de la dignidad. Es un reconocimiento de la pobreza negra y del genocidio, es un estado de violencia. Es un reconocimiento de que 1 millón de personas negras están encerradas en jaulas en este país - la mitad de las personas en las prisiones o cárceles son negras, lo que es un acto de violencia estatal. Es un reconocimiento de que las mujeres negras siguen soportando la posibilidad de un asalto implacable a sus hijos, y sus familias, asaltos que son un acto de violencia de Estado». Garza continuó: «Los negros homosexuales y las personas transgénero llevan una carga única en una sociedad heteropatriarcal que dispone de nosotros como basura y al mismo tiempo nos fetichiza, nos resta valor, esa es la violencia del Estado; el hecho de que 500 000 personas negras de los EE.UU. son inmigrantes indocumentados y relegados a las sombras, es la violencia del Estado; el hecho de que las niñas negras son utilizadas como moneda de negociación durante los conflictos y la guerra, es la violencia del Estado; los negros que viven con discapacidades y diferentes capacidades, soportan el ser víctimas de experimentos darwinianos patrocinados por el Estado que tratan de acomodarnos en cajas de normalidad definida por la supremacía blanca, es la violencia del Estado. Y el hecho es que la vida de las personas negras -no todas - sucede dentro de estas condiciones, y es consecuencia de la violencia del Estado».

### Influencia

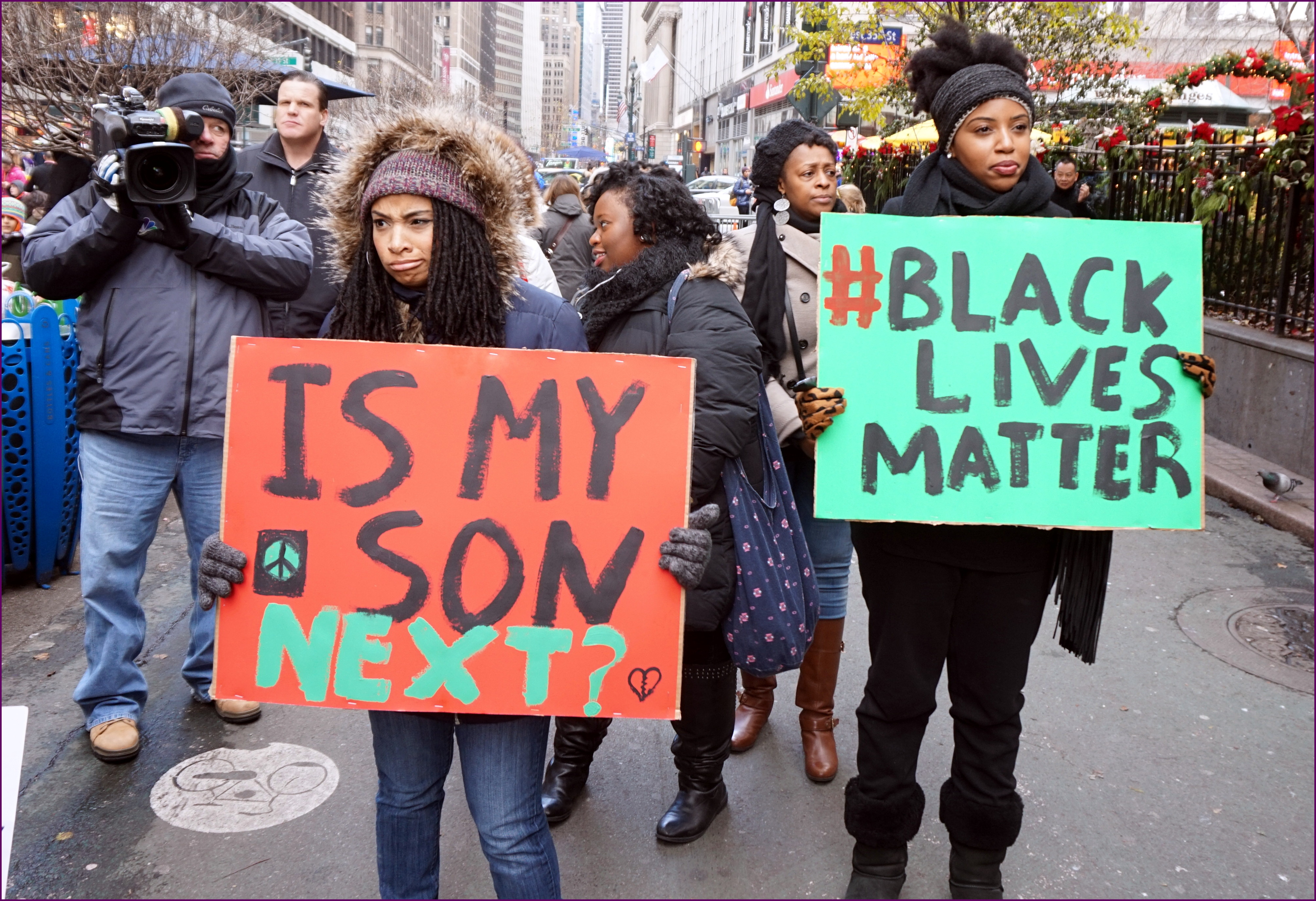
Protestas de Black Lives Matter en Herald Square

En 2014, la Sociedad Americana del Dialecto eligió #BlackLivesMatter como su palabra del año. Más de mil cien profesores negros expresaron su apoyo al BLM. Varios medios de comunicación se han referido a BLM como «un nuevo movimiento de derechos civiles». #BlackLivesMatter fue votado como uno de los doce hashtags que cambió el mundo en 2014.
En 2015, Serena Williams expresó su apoyo al Black Lives Matter, escribiendo a BLM: «Sigue así, no dejes que la violencia te detenga. Hemos pasado por muchas cosas durante tantos siglos, y vamos a superar esto también». Como parte de una asamblea general, la Iglesia Unitaria Universalista aprobó una resolución en apoyo de BLM y llevaron a cabo un «muere en» en Portland (Oregón). Patrisse Cullors, Opal Tometi, y Alicia Garza—conocida como «la mujer de #BlackLivesMatter"—fueron listadas en el The Advocate' como subcampeonas para el premio a las nueve personas del año. La edición de febrero de la revista Essence y la cubierta fue dedicada a Black Lives Matter. En diciembre de 2015, Black Lives Matter fue nominado para el premio de la Persona del año de la Revista Time. Angela Merkel ganó el premio mientras que BLM ganó en cuarto lugar de ocho candidatos.

## Protestas y manifestaciones notables

### 2014

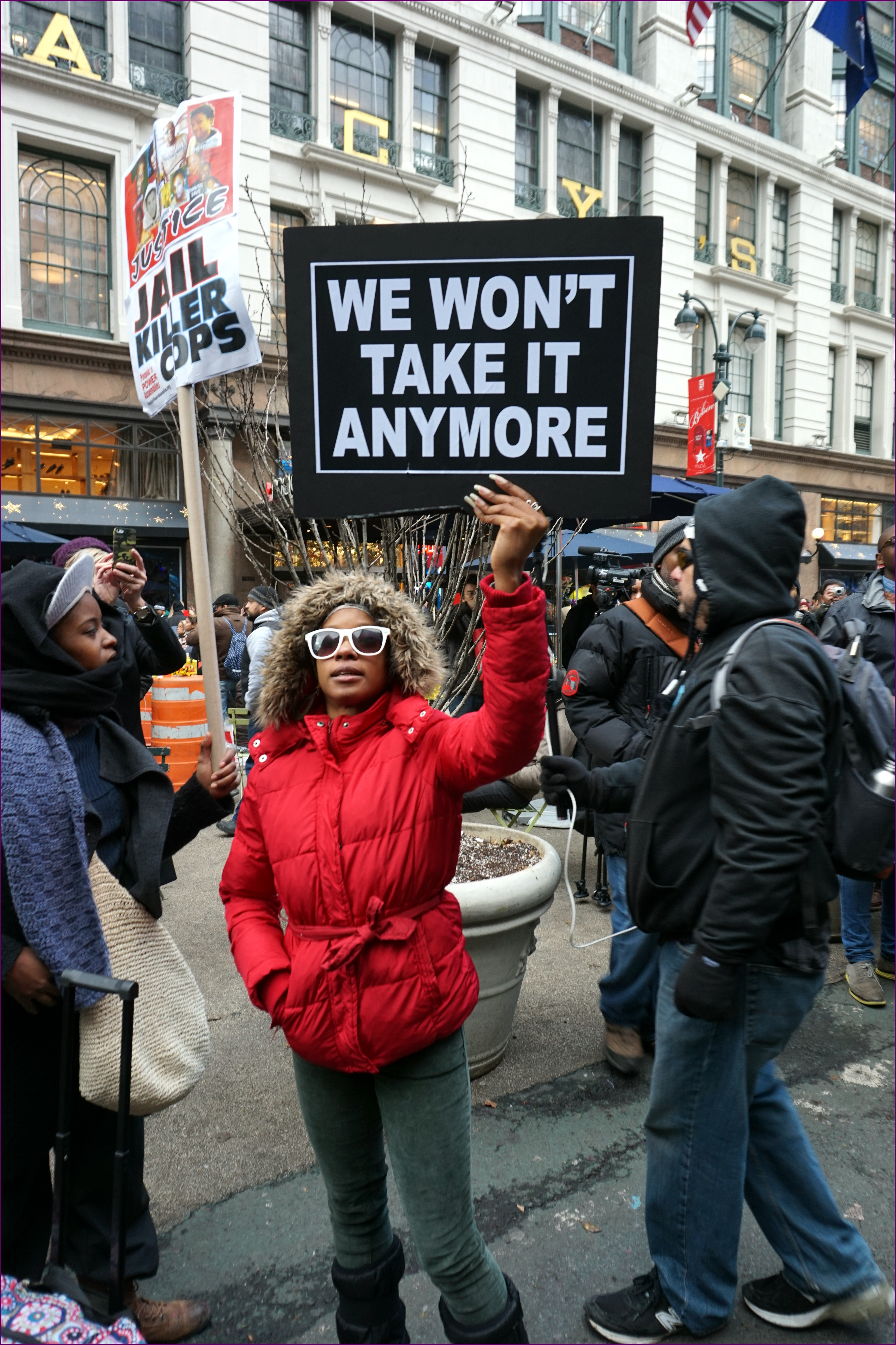
Protestante de Black Lives Matter en el Macy's Herald Square.

En agosto, durante el fin de semana del Día del Trabajo, Black Lives Matter organizó una «Marcha de la Libertad», que reunió a más de 500 afroamericanos de todo Estados Unidos en Ferguson (Misuri), para apoyar el trabajo realizado por las organizaciones locales. Los miembros y partidarios de Black Lives Matter viajaron desde Nueva York, Newark, Boston, Chicago, Columbus, Miami, Detroit, Houston, Oakland, San Francisco, Los Ángeles, Nashville, Portland, Tucson, Washington D. C., y más partes del país, de una manera similar a los Viajeros de la Libertad en 1960. El movimiento se ha relacionado con los disturbios en Ferguson tras la muerte de Michael Brown. En 2015, manifestantes y periodistas de una manifestación en Berkeley (California), presentaron una demanda alegando «ataques policiales inconstitucionales» a los asistentes.
En noviembre, un agente del Departamento de Policía de Nueva York disparó y mató a Akai Gurley, un afroamericano de 28 años. La muerte de Gurley se protestó más tarde en la ciudad de Nueva York. En Oakland (California), Black Lives Matter detuvo un tren de Bay Area Rapid Transit (BART) el Viernes Negro, uno de los mayores días de compras del año, con el fin de «detener los negocios» y protestar contra la brutalidad policial.
En diciembre entre dos mil y tres mil personas se reunieron en el Mall of America de Bloomington (Minnesota), para protestar por los asesinatos de hombres negros desarmados a manos de policías. Al menos veinte miembros de una protesta que habían estado utilizando el lema fueron detenidos. En Milwaukee (Wisconsin), BLM protestaron por el asesinato armado de Dontre Hamilton quien murió en abril. Black Lives Matter protestó por el asesinato armado de John Crawford III. También se realizaron protestas por el asesinato armado de Renisha McBrideBI.

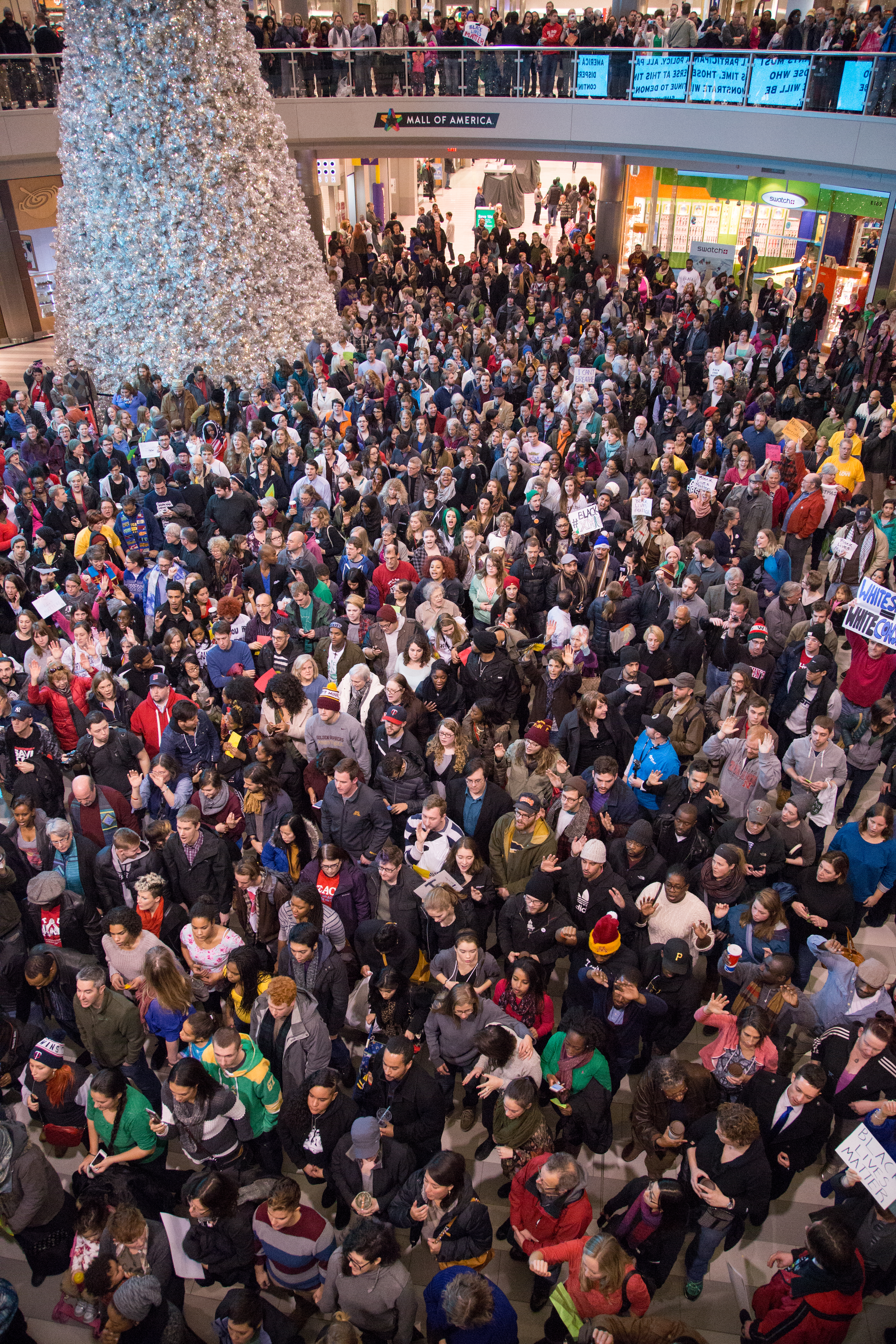
Una protesta de Black Lives Matter por la brutalidad de la policía en la rotonda del Mall of America en Bloomington (Minnesota)

### 2015
En marzo de BLM protestó en la oficina del alcalde de Chicago, Rahm Emanuel, exigiendo reformas dentro del Departamento de Policía de Chicago. En el condado de Cobb (Georgia), el movimiento protestó por la muerte de Nicholas Thomas, asesinado a disparos por la policía.
En abril, Black Lives Matter protestó a lo largo de Estados Unidos por la muerte de Freddie Gris, lo que incluyó las protestas del 2015 en Baltimore. Los organizadores de Black Lives Matter apoyaron la huelga de comida rápida en solidaridad con los trabajadores de comida rápida, y en oposición a la desigualdad racial de ingresos. El 14 de abril, BLM protestó por numerosas ciudades de EE. UU. En Zion (Illinois), varios cientos de personas protestaron por la muerte a tiros de Justus Howell. Después de la muerte de Walter Scott, Black Lives Matter hizo un llamamiento a la vigilancia ciudadana de la fuerza policial que lo agredió.
En mayo, una protesta de Black Lives Matter en San Francisco era parte de una protesta nacional denunciando el asesinato policial de mujeres y niñas negras, incluyendo las muertes de Meagan Hockaday, Aiyana Jones, Yvette Smith, Rekia Boyd y otras. En Cleveland (Ohio), BLM protestó después de que un agente fuese absuelto por los asesinatos de Timoteo Russell y Malissa Williams. En Madison (Wisconsin), se protestó después de que un agente no fuese acusado del asesinato armado de Tony Robinson.
En junio, después de los disparos en la iglesia de Charleston, una iglesia históricamente negra, BLM emitió un comunicado condenando el tiroteo como un acto de terror. BLM marchó en todo el país, protestó y se mantuvo atento durante varios días después del tiroteo. El movimiento BLM fue parte de las veinte mil personas que marcharon por la paz en el puente Arthur Ravenel Jr. en Carolina del Sur. Después del tiroteo de Charleston, se grafitearon o vandalizaron una serie de monumentos conmemorativos de los Estados Confederados de América con el mensaje «Black Lives Matter». BLM protestó después del lanzamiento de un vídeo que mostraba a un agente de policía apuntando con el arma a una chica durante una fiesta en una piscina en McKinney (Texas), arrodillada en el suelo.
En julio, los manifestantes cerraron el BLM Allen Road de Toronto en protesta por la muerte a disparos de dos hombres de raza negra, en Gran Toronto, Andrew Loku y Jermaine Carby, a manos de la policía. Activistas de BLM de todo Estados Unidos comenzaron las protestas por la muerte de Sandra Bland, una afroamericana que fue encontrada presuntamente ahorcada en una celda de la cárcel del condado de Waller (Texas). En Cincinnati (Ohio), los activistas de BLM se reunieron y protestaron por la muerte de Samuel DuBose después de que fuese asesinado a disparos por un agente de policía en la Universidad de Cincinnati. En Newark (Nueva Jersey), un millar de activistas de BLM marcharon contra la brutalidad policial, la injusticia racial y la desigualdad económica.
En agosto, los organizadores de BLM realizaron una manifestación en Washington D.C., donde hicieron un llamando para detener la violencia contra mujeres transgénero. En San Luis (Misuri), los activistas protestaron por la muerte de Mansur Ball-Bey, asesinado a disparos por la policía En Charlotte (Carolina del Norte), tras declarar un juez nulo el juicio de un agente de policía blanco de Charlotte que mató a un hombre negro desarmado, Jonathan Ferrell, se protestó y escenificó un «muere en». En Filadelfia (Pensilvania), Janelle Monae, Jidenna BLM y otros activistas marcharon por el norte de Filadelfia para crear conciencia social de la brutalidad policial y Black Lives Matter. El 9 de agosto y los días subsecuentes, fue el primer aniversario de la muerte de Michael Brown, BLM se replegó, mantuvo la vigilia, realizando marchas en St. Louis y alrededor del país.

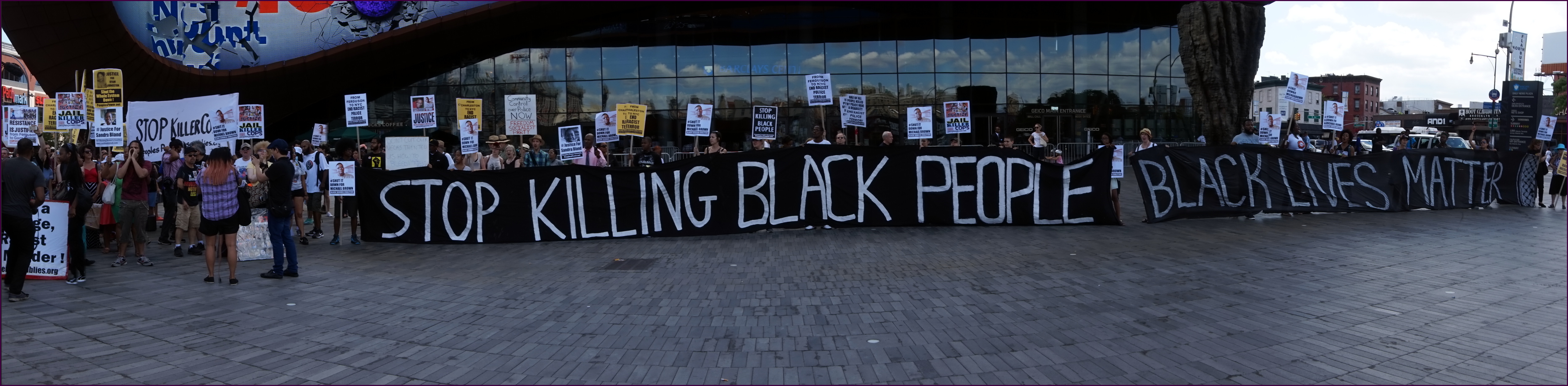
Un año de conmemoración del asesinato de Michael Brown, en Ferguson, y el movimiento Black Lives Matter en el Barclays Center de Brooklyn.

En septiembre, los activistas de BLM cerraron calles en Toronto (Canadá); se manifestaron en contra de la brutalidad policial y se pararon en solidaridad con las vidas de los negros marginados. El movimiento era una parte destacada del evento de Toronto Take Back the Night. En Austin (Texas), más de quinientos manifestantes BLM se manifestaron contra la brutalidad policial, y varias pancartas de protesta fueron llevadas a la carretera interestatal 35. En Baltimore (Maryland), los activistas marcharon y se manifestaron como audiencias en el caso de brutalidad policial Freddie Gray En Sacramento (California), cerca de 800 de manifestantes se reunieron BLM para apoyar un proyecto de ley del Senado de California que aumentaría la supervisión de la policía. BLM protestó el asesinato de Jeremy McDole.

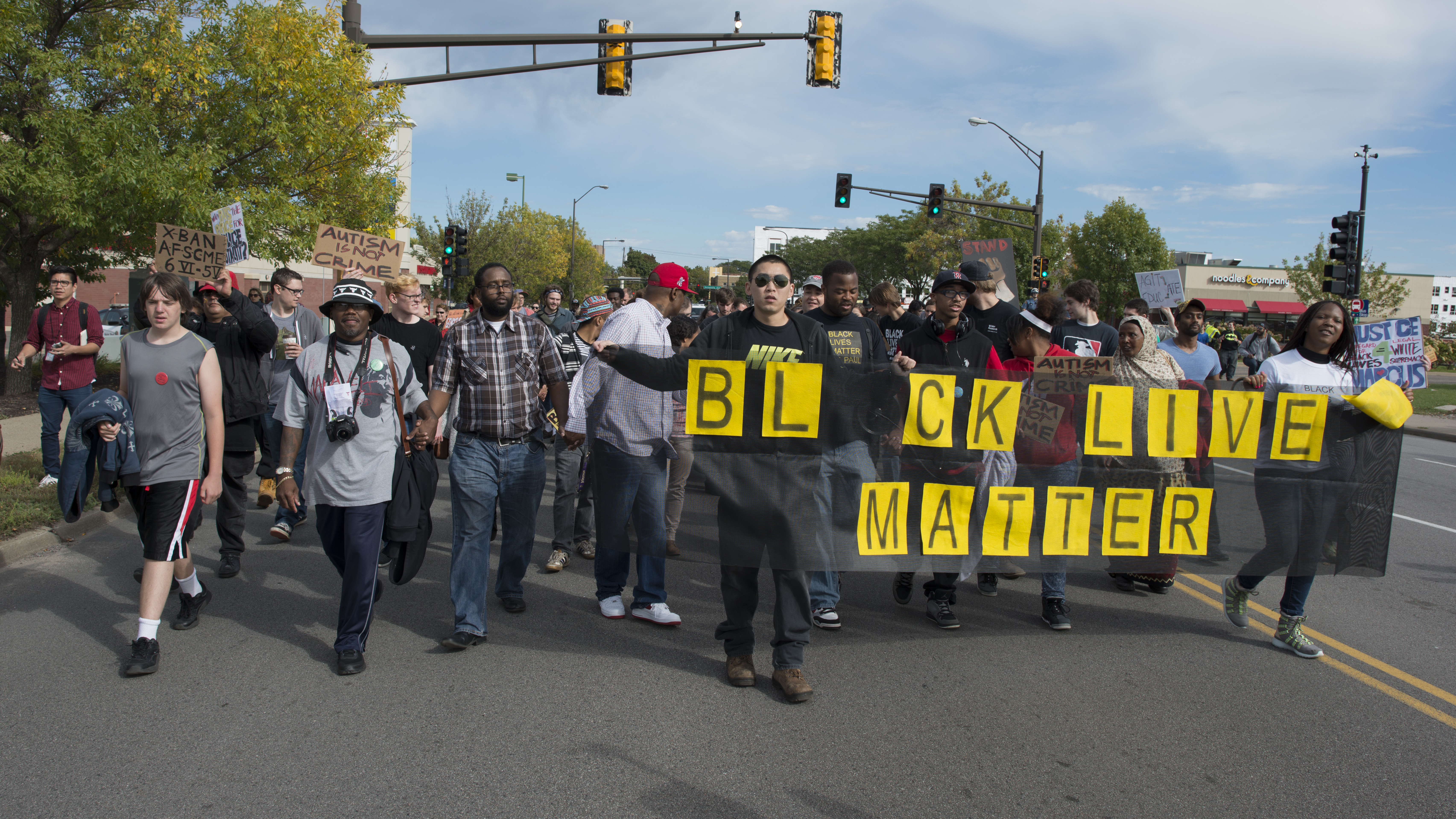
Black Lives Matter realizó protestas en contra de la brutalidad policial de St. Paul en Metro Green Line

En octubre, activista de Black Lives Matter fueron detenidos durante una protesta de una conferencia de jefes de policía de Chicago. Los miembros protestaron al alcalde de Los Ángeles, Eric Garcetti durante una reunión en el ayuntamiento en una iglesia en el sur de L.A.» Rise Up octubre» fue parte de la campaña de Black Lives Matter, y surgieron varias protestas. Quentin Tarantino y Cornel West, participaron en «Rise Up October», donde denunciaron la violencia de la policía. Un empleado de Dunkin Donuts en Providence (Rhode Island) escribió «black lives matter» en la taza de un agente de policía de café, lo cual dio lugar a protestas. En la UCLA, hubo protestas estudiantiles después de que en una fiesta algunos estudiantes llevasen blackface para disfrazarse de Kanye West.
En noviembre, los activistas de BLM protestaron después de que Jamar Clark recibió un disparo por el Departamento de Policía de Minneapolis. Después la protesta continuo en la Estación de Policía de Minneapolis cuarto recinto, se organizó una marcha en honor a Jamar Clark, del 4 Recinto al centro de Minneapolis. Después de la marcha, hombres enmascarados que portaban armas de fuego aparecieron y comenzaron a llamar a los manifestantes mediante insultos raciales. Después de las manifestaciones les pidieron a los hombres armados que salieran, los hombres abrieron fuego, disparando cinco manifestantes. Los protestantes de Black Lives Matter marcharon alrededor de la librería del Dartmouth College gritando «Black Lives Matter!» protestando de forma no violenta. En diciembre de 2015 hubo protestas que tuvieron lugar en Navidad. Desde noviembre hasta 2016, BLM protestó por la muerte a tiros de Laquan McDonald, pidiendo la renuncia de numerosos funcionarios de Chicago a raíz del tiroteo y su manejo. McDonald recibió 16 disparos de Jason Van Dyke, agente de policía de Chicago.

### 2016
En 2016, Black Lives Matter se manifestó contra las muertes de numerosos afroamericanos por acciones policiales, incluidas las de Bruce Kelley Jr., Alton Sterling, Philando Castile, Joseph Mann, Abdirahman Abdi, Paul O'Neal, Korryn Gaines, Sylville Smith, Terence. Crutcher, Keith Lamont Scott, Alfred Olango y Deborah Danner, entre otros. En enero, cientos de manifestantes marcharon en San Francisco para protestar por la muerte a tiros de Mario Woods el 2 de diciembre de 2015. Woods recibió disparos de los agentes de la policía de San Francisco. La marcha se llevó a cabo durante un evento del Super Bowl. BLM realizó protestas, reuniones comunitarias, talleres y acciones directas en todo el país con el objetivo de «recuperar» el legado radical de Martin Luther King Jr.
En febrero, Abdullahi Omar Mohamed, un refugiado somalí de 17 años, recibió un disparo de la policía de Salt Lake City (Utah), después de presuntamente estar involucrado en un enfrentamiento con otra persona. El tiroteo condujo a las protestas de BLM. En junio, miembros de BLM y Color of Change protestaron por la condena y sentencia de California de Jasmine Richards por un incidente en 2015 en el que intentó impedir que un agente de policía arrestara a otra mujer. Richards fue declarado culpable de «intentar sacar ilegalmente a una persona de la custodia legal de un agente de paz», una acusación que el código penal del estado había designado como «linchamiento» hasta que esa palabra fue eliminada dos meses antes del incidente.
El 5 de julio, Alton Sterling, un hombre negro de 37 años, recibió varios disparos a quemarropa mientras lo inmovilizaban dos agentes blancos del Departamento de Policía de Baton Rouge en Baton Rouge (Luisiana). La noche del 5 de julio, más de 100 manifestantes en Baton Rouge gritaron «sin justicia, sin paz», encendieron fuegos artificiales y bloquearon una intersección para protestar contra la muerte de Sterling. El 6 de julio, Black Lives Matter celebró una vigilia a la luz de las velas en Baton Rouge, con cánticos de «Amamos a Baton Rouge» y pedidos de justicia.
El 6 de julio, Philando Castile recibió un disparo mortal de Jerónimo Yáñez, agente de policía de St. Anthony (Minnesota), después de ser detenido en Falcon Heights, un suburbio de St. Paul. Castile conducía un automóvil con su novia y su hija de 4 años como pasajeros cuando Yáñez y otro agente lo detuvieron. Según su novia, después de que le pidieran su licencia y registro, Castile le dijo al agente que tenía licencia para portar un arma y que tenía una en el automóvil. Ella añadió: «El agente le dijo que no se moviera. Cuando estaba levantando las manos, el agente le disparó cuatro o cinco veces en el brazo». Su pareja transmitió en vivo un vídeo en Facebook inmediatamente después del tiroteo. BLM protestó a través de Minnesota y Estados Unidos.
En la primera mitad de julio, hubo al menos 112 protestas en 88 ciudades estadounidenses. En julio de 2016, las estrellas de la NBA LeBron James, Carmelo Anthony, Chris Paul y Dwyane Wade abrieron los ESPY Awards 2016 con un mensaje de Black Lives Matter. El 26 de julio, Black Lives Matter realizó una protesta en Austin (Texas), para conmemorar el tercer aniversario de la muerte a tiros de Larry Jackson Jr. El 28 de julio, los agentes del Departamento de Policía de Chicago dispararon contra Paul O'Neal por la espalda y lo mataron después de una persecución en automóvil. Después del tiroteo, cientos marcharon en Chicago (Illinois).
En Randallstown (Maryland), cerca de Baltimore, el 1 de agosto de 2016, agentes de policía dispararon y mataron a Korryn Gaines, una afroestadounidense de 23 años, también disparando e hiriendo a su hijo. La muerte de Gaines se protestó en todo el país.
A partir de agosto, varios atletas profesionales participaron en las protestas nacionales de los himnos nacionales de 2016. Las protestas comenzaron en la Liga Nacional de Fútbol Americano (NFL) después de que Colin Kaepernick, de los San Francisco 49ers, se arrodillara durante el himno, en oposición a la tradición de pie, antes del tercer juego de pretemporada de su equipo en 2016. Durante una entrevista posterior al juego, explicó su posición al afirmar: «No me voy a levantar para mostrar orgullo por la bandera de un país que oprime a los negros y las personas de color. Para mí, esto es más grande que el fútbol y sería egoísta de mi parte para mirar hacia otro lado. Hay cuerpos en la calle y las personas que cobran se van y se salen con la suya con un asesinato», una protesta ampliamente interpretada como en solidaridad con el movimiento Black Lives Matter.

### 2017
En 2017, en el Black History Month (mes de la historia negra), tres artistas de Richmond (Virginia) organizaron una exposición de arte de un mes de duración, «Black Lives Matter», en la Primera Iglesia Unitaria Universalista de Richmond en la zona de Byrd Park. El espectáculo contó con más de 30 artistas multiculturales diversos sobre igualdad racial y justicia. En el mismo mes, la biblioteca James Branch Cabell de la Universidad de la Mancomunidad de Virginia se centró en un programa de eventos de un mes de duración relacionado con la historia afroamericana y mostró fotos de la exposición de la iglesia «Black Lives Matter» en su pantalla al aire libre.
Black Lives Matter protestó por el tiroteo de Jocques Clemmons de Nashville (Tennessee), el 10 de febrero de 2017. El 12 de mayo de 2017, un día después de Glenn Funk, el fiscal del condado de Davidson decidió no enjuiciar al policía Joshua Lippert. El capítulo de Nashville de BLM organizó una manifestación cerca del campus de la Universidad de Vanderbilt hasta la residencia del alcalde de Nashville Megan Barry.

### 2018
En febrero y marzo, como parte de su enfoque de justicia social, First Unitarian Universalist Church en Richmond (Virginia) presentó su segunda exposición anual de Black Lives Matter Art. Las obras de arte en la exhibición se proyectaron a horas programadas en la gran pantalla exterior (jumbotron) en la Biblioteca Cabell de la Universidad de la Mancomunidad de Virginia. Los artistas de la exposición fueron invitados a hablar sobre su trabajo en el programa Black Lives Matter, ya que se proyectó en un foro nocturno en un pequeño anfiteatro en el Hibbs Hall de VCU. También fueron invitados a exhibir después en una muestra local de la película A Raisin in the Sun.

### 2020

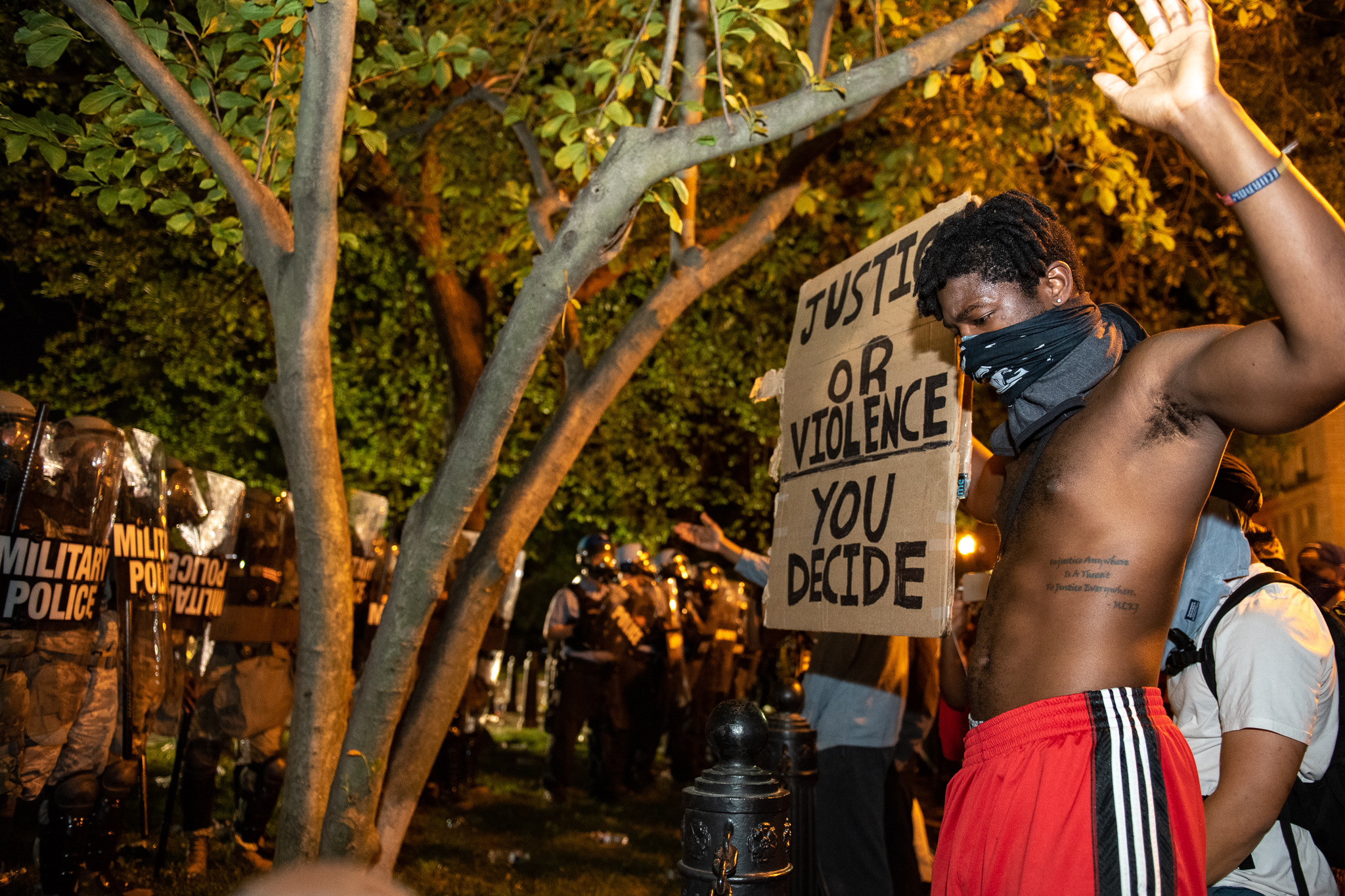
30 de mayo de 2020. Protesta por el asesinato de George Floyd en Lafayette Square (Washington D. C., Estados Unidos).

En mayo de 2020, George Floyd, un ciudadano afroestadounidense fue asesinado luego de ser arrestado por la policía de Mineápolis al usar, según se dice, un billete falso en una tienda de comestibles. Floyd fue inmovilizado en el suelo siendo aplastado por el cuello y presionado por un total de 3 policías. Durante 9 minutos y 29 segundos, imploró por su vida, llegando a decir 20 veces «I can't breathe!» (no puedo respirar), rogándole al policía por su vida. La gente de alrededor, que estaba grabando la situación, también gritó al policía que se levantara de encima del aprehendido. Al cabo de unos minutos, se veía a Floyd en el suelo sin mostrar signos de vida, siendo declarado muerto al llegar al hospital. Una autopsia privada, contratada por la familia de Floyd, reveló su muerte como producto de una asfixia mecánica, confirmando así la sospecha de homicidio.
El grito de «I can’t breathe», las últimas palabras de Floyd antes de morir, se ha usado como lema de protesta del movimiento en las manifestaciones organizadas en diversas ciudades de Estados Unidos, para manifestarse por su muerte y la de otros casos similares, y en contra del racismo y la brutalidad policial, y cuestionando la falta de respuesta de las autoridades ante los crímenes de odio racial y exigiendo el detenimiento de Derek Chauvin junto a otros tres policías responsables de la muerte de Floyd. Las protestas también se expandieron a otros países del mundo, expresión de una creciente conciencia global ante el racismo institucionalizado.

## Elección presidencial de 2016
En 2015, Black Lives Matter comenzó a desafiar públicamente a políticos, incluyendo a los candidatos de las próximas elecciones presidenciales de Estados Unidos de 2016, con el fin de expresar sus posiciones sobre los problemas de discriminación racial en Estados Unidos. Los activistas pidieron al Comité Nacional Demócrata que agregue un debate presidencial adicional a su calendario, sin embargo, tanto el DNC como el Comité Nacional Republicano han dicho que no alterarán su calendario formal de debates. En cambio, ambas partes han dicho que apoyarían a los activistas que albergan un ayuntamiento o foro, lo que no sería un debate formal y los candidatos de 2016 podrían participar sin temor a la repercusión de sus partidos.

### Demócratas

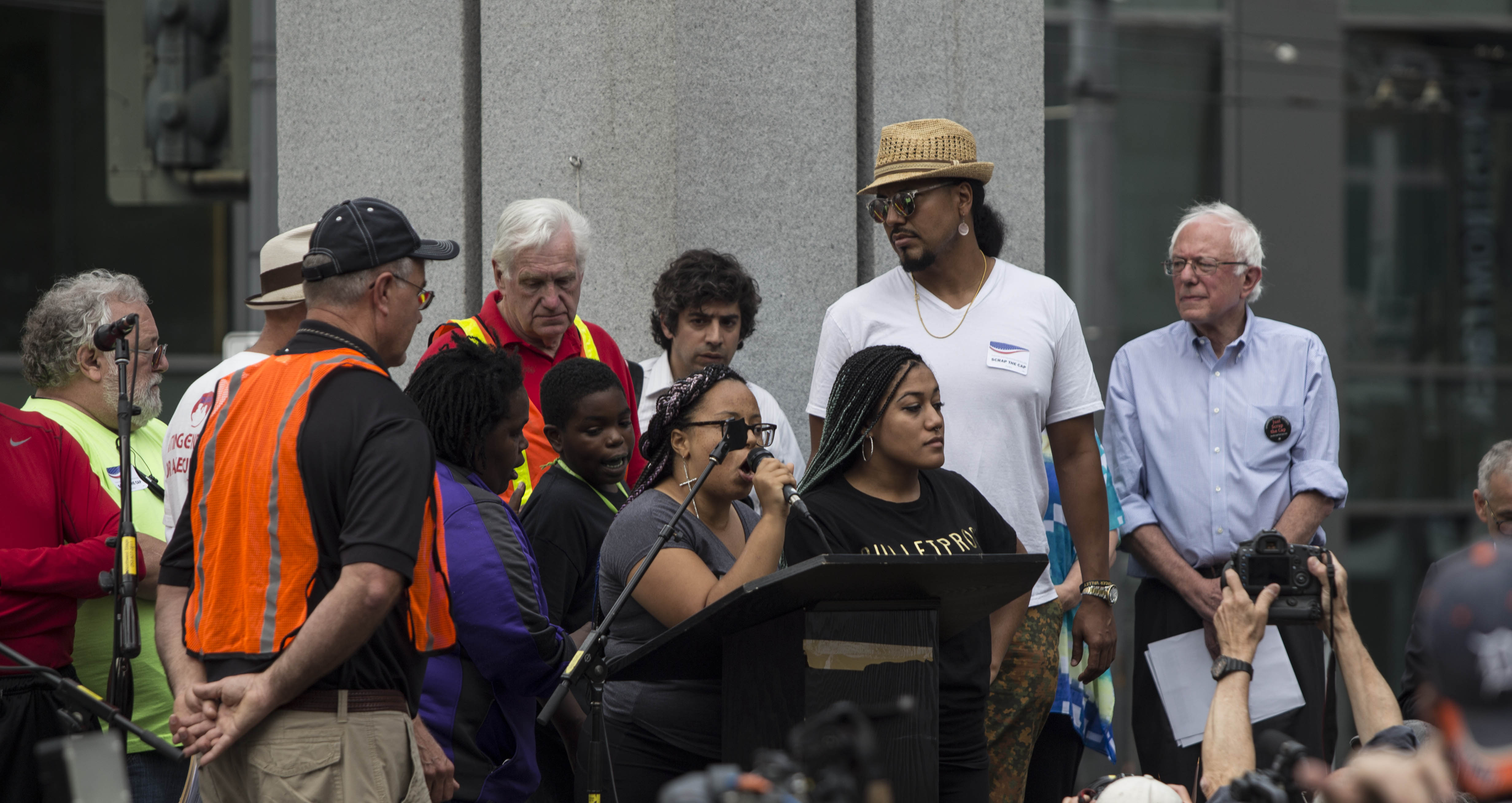
Bernie Sanders y un activista de Black Lives Matter en el Westlake Park de Seattle

En la Conferencia de la Nación de Netroots en julio de 2015, docenas de activistas de Black Lives Matter se hicieron cargo del escenario en un evento con Martin O'Malley y Bernie Sanders. Los activistas, incluido el cofundador de Black Lives Matter, Patrisse Cullors, pidieron a ambos candidatos propuestas políticas específicas para abordar las muertes bajo custodia policial. Los manifestantes corearon varios lemas, incluido «si muero bajo custodia policial, quemen todo». Después de que los organizadores de la conferencia suplicasen a los manifestantes varios minutos, O'Malley se comprometió a lanzar un amplio plan para reformar la justicia penal. Más tarde, los manifestantes lo abuchearon cuando dijo: «Las vidas negras importan. Las vidas blancas importan. Todas las vidas importan». O'Malley se disculpó más tarde por sus comentarios, diciendo que no pretendía faltar al respeto a la comunidad negra.
El 8 de agosto de 2015, un discurso del candidato presidencial demócrata y activista de derechos civiles Bernie Sanders fue interrumpido por un grupo del Capítulo de Seattle de Black Lives Matter, incluida la cofundadora del capítulo, Marissa Johnson, quien caminó al escenario, le arrebató el micrófono y llamó a sus partidarios racistas y supremacistas blancos. Sanders emitió una plataforma en respuesta. Nikki Stephens, la operadora de una página de Facebook llamada Black Lives Matter: Seattle, emitió una disculpa a los seguidores de Sanders, afirmando que estas acciones no representaban su comprensión de BLM. Luego, los miembros del Capítulo de Seattle le enviaron mensajes que describió como amenazantes y se vio obligada a cambiar el nombre de su grupo a «Black in Seattle». Los fundadores de Black Lives Matter declararon que no habían emitido una disculpa. En agosto de 2015, el Comité Nacional Demócrata aprobó una resolución partidaria apoyando Black Lives Matter.
En el primer debate primario demócrata, a los candidatos presidenciales se les preguntó si las vidas negras importan o si todas las vidas son importantes. En respuesta, Bernie Sanders declaró: «Black Lives Matter». Martin O'Malley dijo, «Las vidas negras importan», y que el «movimiento está marcando un punto muy, muy legítimo y serio, y es que como nación hemos infravalorado las vidas de las vidas negras, las personas de color». En respuesta, Hillary Clinton presionó por la reforma de la justicia penal y dijo: «Necesitamos un nuevo New Deal para las comunidades de color». Jim Webb, por otro lado, respondió: «Como presidente de Estados Unidos, cada vida en este país importa». A Hillary Clinton no se le hizo directamente la misma pregunta, sino que se le preguntó: «¿Qué harías por los afroamericanos de este país que el presidente Obama no pudiera hacer?». Clinton ya se había reunido con representantes de Black Lives Matter y enfatizó lo que consideraba un enfoque más pragmático para representar el cambio, afirmando: «Mira, no creo que cambies los corazones. Creo que cambias las leyes». Sin un cambio de política, ella sintió que «volveremos aquí en 10 años teniendo la misma conversación».
Una semana después de que se celebró el primer debate demócrata en Las Vegas, BLM lanzó una petición dirigida al DNC y su presidenta Debbie Wasserman Schultz exigiendo más debates, y «específicamente para un debate presidencial con el tema #BlackLivesMatter». La petición recibió más de 10 000 firmas dentro de las 24 horas de su lanzamiento y tenía más de 33 000 firmas desde el 27 de octubre de 2015. El DNC dijo que permitiría a los candidatos presidenciales asistir a un ayuntamiento presidencial organizado por los activistas, pero que no agregaría otro debate a su calendario agente. En respuesta, la organización emitió un comunicado de prensa en su página de Facebook que dice que «[e]n consulta con nuestros capítulos, nuestras comunidades, aliados y seguidores, seguimos siendo inequívocos de que un ayuntamiento presidencial con el apoyo del DNC no responde lo suficiente a las inquietudes planteadas por nuestros miembros» y sigue exigiendo un debate adicional completo. Después del primer debate, en octubre de 2015, un discurso de Hillary Clinton sobre la reforma de la justicia penal y la raza en el Centro de la Universidad de Atlanta fue interrumpido por activistas de BLM.

### Partido Republicano
Los candidatos republicanos han sido en su mayoría críticos con Black Lives Matter. En agosto de 2015, el candidato conservador Ben Carson tildó de «tonto» al movimiento. En el primer debate presidencial republicano, que tuvo lugar en Cleveland, solo una pregunta hace referencia Black Lives Matter. En respuesta a la pregunta, Scott Walker no reconoció Black Lives Matter y ha abogado por la formación adecuada de aplicación de la ley. El candidato presidencial Republicano Scott Walker culpó al movimiento por el creciente sentimiento anti-policía, mientras que Marco Rubio fue el primero en simpatizar públicamente con el punto de vista del movimiento. Varios expertos conservadores han denominado al movimiento un «grupo de odio». El candidato Chris Christie, el gobernador de Nueva Jersey, criticó al presidente Obama por apoyar BLM, diciendo que aboga por el asesinato de agentes de policía, lo que fue condenado por capítulos Nueva Jersey de la NAACP y ACLU como un comentario «irresponsable e infundado».
En noviembre de 2015, un manifestante de BLM fue agredido físicamente en una manifestación de Donald Trump en Birmingham (Alabama). En respuesta, Trump dijo: «tal vez debió haber sido maltratado porque era absolutamente repugnante lo que estaba haciendo». Trump había amenazado previamente con luchar contra cualquier manifestante de Black Lives Matter si intentaban hablar en uno de sus eventos.

### Elección general
Un grupo llamado Mothers of the Movement (Madres del Movimiento), que incluye a las madres de Michael Brown, Sandra Bland, Eric Garner y otras madres cuyos «niños afroamericanos desarmados han sido asesinados por agentes de la ley o debido a la violencia armada, hablaron durante la Convención Nacional Demócrata 2016 el 26 de julio a favor de Hillary Clinton.

## Oposición

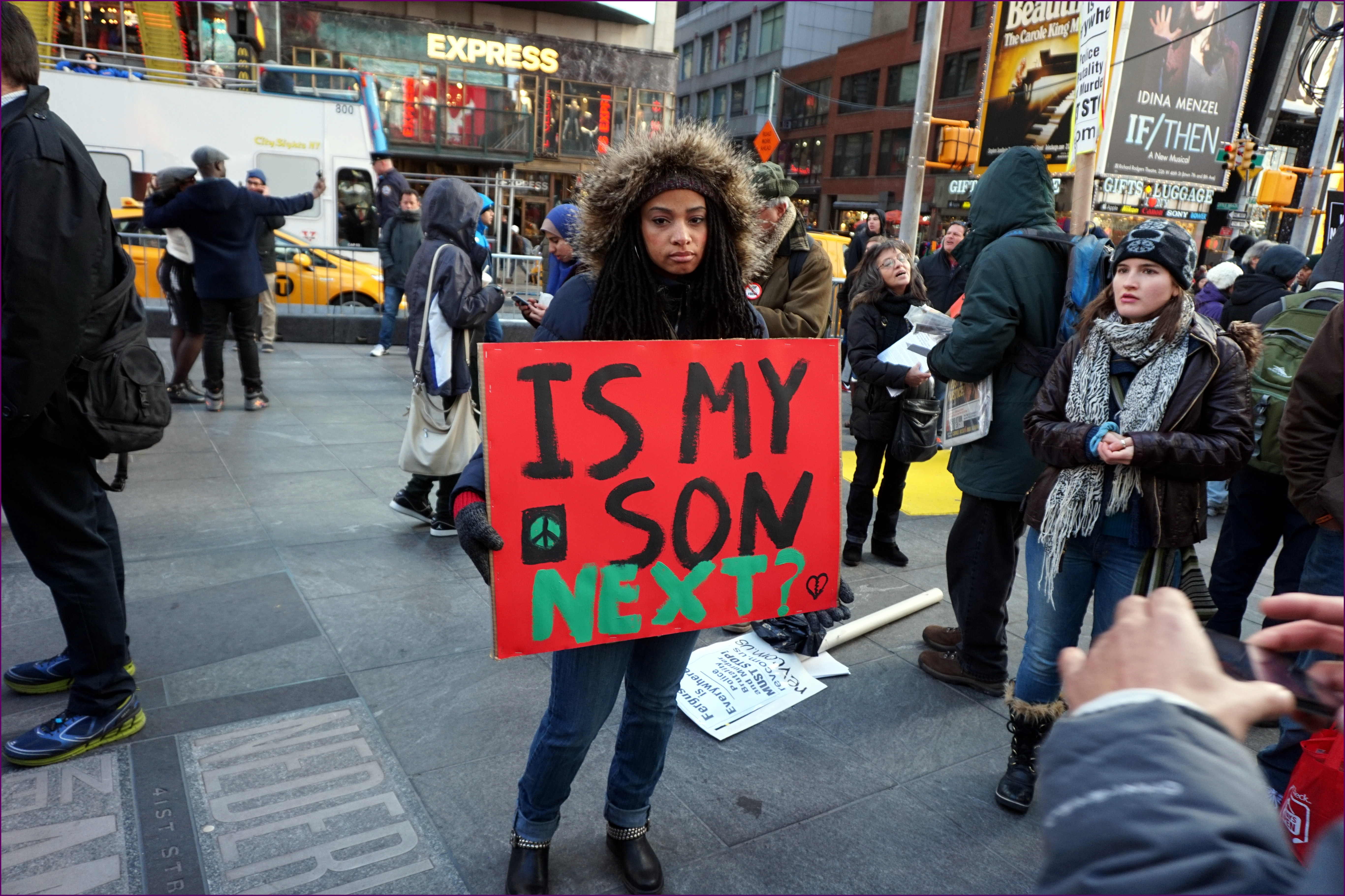
Black Lives Matter el Viernes Negro de 2014 en Times Square

### All Lives Matter
El político republicano Tim Scott ha defendido el uso de la «Todas las vidas importan». Macklemore y Ryan Lewis critican la frase en su canción, «Privilegio Blanco II» mediante la muestra de un activista de la BLM, que discute el uso de una metáfora: «si hay una subdivisión y una casa está en llamas... El cuerpo de bomberos no aparecería equitativamente para todos, sino que seleccionaría la casa que tuviera menos material vivo y valioso, hablando de vidas humanas y razas, y escogería esa, así es como se enseña». Según el profesor David Theo Goldberg, «All Lives Matter» refleja una visión de «desprecio racial, ignorante y niega la realidad».
Hay varios activistas y figuras públicas que desafían el término «All lives matter». En el programa Real Time with Bill Maher, Bill Maher expresó el apoyo de la frase «Black Lives Matter», con el argumento de que "All Lives Matter" implica que todas las vidas tienen el mismo riesgo, y eso no es verdad». Miembros de Black Lives Matter responden a las críticas de la exclusividad del movimiento, diciendo: «#BlackLivesMatter no significa que su vida no sea importante—significa que la vida de los negros, que son vistos sin valor dentro de la supremacía blanca, son importantes para su liberación». En una entrevista con Laura Flanders, Garza discutió cómo «cambiar Black Lives Matter a All Lives Matter es una demostración de cómo no se entiende realmente el racismo estructural en este país».
El movimiento desafía la «política universalizante» implícita en la noción de una América posracial, y la frase «All Lives Matter» refleja desprecio racial, ignorancia y niega la realidad», de acuerdo con el investigador David Theo Goldberg.
El presidente de Estados Unidos Barack Obama habló sobre el debate entre «Black Lives Matter» y «All lives matter» Obama dijo: «Creo que la razón por la que los organizadores utiliza la frase Black Lives Matter no se debe a que estaban sugiriendo que otras vidas valen menos […] más bien lo que se sugiere era que hay un problema específico que está sucediendo con las vidas de los miembros de la comunidad Afroamericana que no está ocurriendo en otras comunidades». Añadió que «Es una cuestión legítima que tenemos que afrontar».
El 24 de febrero de 2016, Mark Zuckerberg, CEO de Facebook envió una nota interna de toda la compañía a los empleados para reprender a los empleados que habían escrito «All Lives Matter» sobre «Black Lives Matter» en las paredes de la compañía. A continuación, la nota se filtró por varios empleados. Como Zuckerberg había condenado previamente esta práctica en las reuniones anteriores de la compañía, y otras peticiones similares había sido emitido por otros líderes en Facebook, Zuckerberg escribió en el memorando que ahora consideraría esta práctica no solo una falta de respeto, sino malicioso también. De acuerdo con la nota de Zuckerberg: «Black Lives Matter no significa que la vida de otros no tenga valor. Es simplemente una petición para que la comunidad afroamericana también logre la justicia que merece».

### Afroamericanos
Los críticos afroamericanos del movimiento incluyen al candidato presidencial conservador por parte del Partido Republicano Ben Carson (actual miembro de la administración Trump), al ministro Johnathan Gentry de la Iglesia Occidental Ángeles de Dios en Cristo, y la autora y ministra Barbara Ann Reynolds. El editor del National Review y escritor conservador Deroy Murdock cuestionó el número de personas muertas por la policía negra que es reportado por BLM. Escribió: «Pero la idea de que los policías de Estados Unidos simplemente están disparando a gente negra inocente es una de las mayores y más mortíferas mentiras de hoy en día».

### Policía

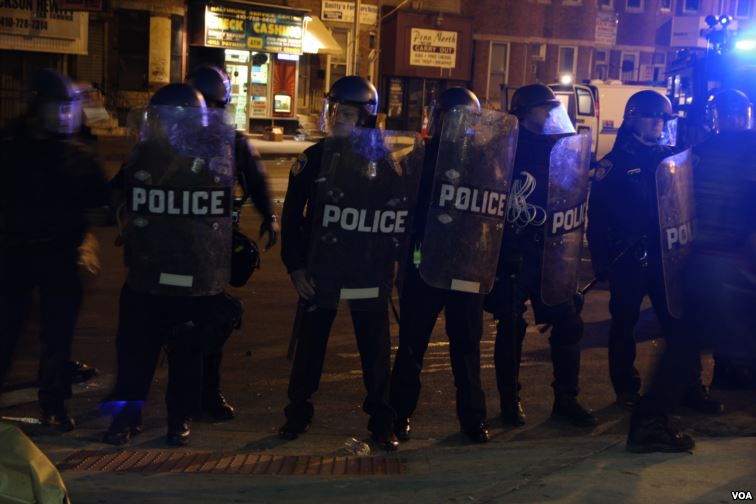
Baltimore. Policías antidisturbios forman una línea para hacer retroceder a los manifestantes y miembros de la prensa el 28 de abril como parte de las protestas de 2015 en Baltimore.

Tras el tiroteo de dos policías en Ferguson y en respuesta a BLM, el hashtag #BlueLivesMatter (Las vidas azules importan, en referencia a los policías) fue creado por partidarios de la policía. Después de esto, Blue Lives Matter se convirtió en un movimiento de agentes a favor de la policía en Estados Unidos.

#### Efecto Ferguson
Algunos comentaristas han afirmado que BLM ha hecho que sea difícil para la policía hacer su trabajo, lo que lleva a un aumento de las tasas de criminalidad. Los comentaristas se han referido a esto como el efecto Ferguson. Algunos expertos han llamado a poner en duda la validez del «efecto Ferguson», señalando que hubo picos de delitos aún mayores antes de los acontecimientos en Ferguson.

### Grupos de Facebook de «White Student Union»
En respuesta al BLM, surgieron páginas de Facebook que pretendían representar a «White Student Unions» (Unión de Estudiantes Blancos) en campus universitarios de Estados Unidos. Las páginas a menudo prometen un «espacio seguro» para los estudiantes blancos y condenan un presunto racismo contra blancos en el campus. Sin embargo, muchos de los grupos no fueron verificados como organizaciones estudiantiles legítimas con sus respectivas universidades. Esa vertiente se ha difundido también desde el grupo de Telegram español Revolución Identitaria que ha reemplazado el lema de Black Lives Matter por el de Boer Lives Matter, dejando constancia de que muestran apoyo a la comunidad boer de Sudáfrica.

### "White Lives Matter"
White Lives Matter (Las vidas blancas importan) es otro grupo activista creado en respuesta a Black Lives Matter. En agosto de 2016, el Southern Poverty Law Center lo agregó a su lista de grupos de odio.

## Representación en los medios
- El movimiento apareció en un episodio de Law & Order: SVU.[6][29]
- El drama televisivo Scandal representó Black Lives Matter en su episodio del 5 de marzo de 2015, que mostraba a un agente de policía disparando a un adolescente negro desarmado.[193]
- El documental corto Bars4Justice cuenta con breves apariciones de varios artistas activistas y grabación afiliado al movimiento «Black lives matter,». La película es una selección agente de la 24 edición del Festival de Cine Panafricano anual.
- El drama de Fox Empire emitió el segundo episodio de la tercera temporada el 28 de septiembre de 2016, que retrata Black Lives Matter y la brutalidad policial cuando Andre Lyon es atacado por agentes de policía por mover cajas fuera de su casa, sin cometer ningún delito.[194]
- La comedia de ABC Black-ish presentó un debate sobre Black Lives Matter en el episodio «Hope».[195]
- Los raperos Macklemore & Ryan Lewis realizaron cantos de protesta en su sencillo, «White Privilege II», incluyendo el canto del mismo nombre, «Las vidas negras importan,» así como «No se trata de ti!» y «sin justicia, sin paz».
- En la serie Orange Is the New Black la frase se ha referenciado en dos ocasiones: la primera, cuando Chapman Convoca a una junta y todas las asistentes son racistas y comienzan a corear «White Lives Matter», y la segunda en la quinta temporada, cuando la frase es ligeramente alterada diciendo «Black Lives Matter».